# Тень (спецподразделение)
Тень (укр. Рота розвідки спеціального призначення «Тінь») — рота разведки специального назначения Крымского территориального командования внутренних войск МВД Украины.

## Назначение и боевая подготовка
В задачу подразделения входило проведение антитеррористических мероприятий, сбор сведений о незаконных вооруженных формированиях, диверсионных группах. Кроме того, в военное время на роту возложены обязанности по проведению глубинной разведки на временно оккупированной территории Украины, диверсионная работа, организация сопротивления в тылу противника. «Тень» — универсальное подразделение, бойцы которого могли решать как разведывательные, так и контрразведывательные задачи, а также были обучены действовать длительное время автономно на территории противника или территории, контролируемой террористами.
Основной упор в боевой подготовке бойцов «Тени» делался на физическую и огневую подготовку. Физическая подготовка включала рукопашный бой, бег на длинные дистанции, силовые упражнения на выносливость. Рота в ходе боевой учебы тесно сотрудничала с горнострелковой ротой «Лаванда». Как правило, «Тень» играла роль диверсионного подразделения, поиск и ликвидация которого ставится в задачу «Лаванды». Кроме того, бойцы проходили парашютно-десантную, альпинистскую и подводную подготовку.
Команда “Тени” была девятикратным чемпионом  внутренних войск МВД Украины по военно-прикладным видам спорта.
После аннексии Крыма Россией основная часть личного состава перешла на службу в ВС РФ. По словам Владислава Сергиенко: "В общем и целом, на Родину [в Россию] вернулось 99 % личного состава спецподразделений, дислоцировавшихся в Крыму. Боец спецназа — «товар штучный» и никакой металлолом в виде военной техники его не заменит, тем более устаревшей. Так вот, Украина потеряла …отряд спецназа ВВ МВД (в прошлом «Тень», «Лаванда», «Скат»), полк специального назначения «Тигр» ВВ МВД.

## Вооружение
На вооружении бойцов «Тени» состояло современное оружие специального назначения. Среди них, помимо штатных АКС-74, АПС,ПМ состоят следующие образцы:
- РПГ-18 — гранатомет;
- АПС — автомат подводный специальный;
- Приборы для бесшумной стрельбы;
- НРС-2 — нож разведчика специальный, стреляющий[3].

## Командир роты
- Сытник, Владимир Александрович
- Фильо, Виктор[2]
- Карпенко, Сергей Иванович